# Peter Metag
Peter „Jimi“ Metag (* 30. November 1950 in Peitz; † 12. Mai 2013 in Cottbus) war ein deutscher Konzertveranstalter. Er war einer der wichtigsten Veranstalter von Jazzkonzerten in der Deutschen Demokratischen Republik.

## Leben
Peter Metag lebte in Peitz und erlernte den Beruf des Schlossers. Seinen eigentlichen Vornamen Klaus-Peter benutzte er nie. Bekannter wurde er unter seinem Spitznamen „Jimi“, da er die Haare wie Jimi Hendrix trug. Als von Beat- und Soul-Musik Begeisterter organisierte er ab 1969 gemeinsam mit Ulli Blobel Musikveranstaltungen im Filmtheater von Peitz und ab 1973 die Veranstaltungsreihe Jazzwerkstatt Peitz. Zu den jährlich im Juni stattfindenden Peitzer Open-Air-Konzerten reisten zwischen 3000 und 5000  Besucher aus der ganzen DDR an. Es handelte sich bis zu dessen Verbot durch die DDR-Behörden im Jahr 1982 um das beliebteste Jazzfestival in der DDR. 
Jimi Metag gab den Schlosserberuf auf, organisierte fortan Jazzmusiker und betreute nach der Friedlichen Revolution ab 1990 auch Lesereisen mit Jazz, u. a. mit Günter Grass und Peter Rühmkorf. In seinen letzten Lebensjahren war er infolge einer Hirnblutung auf den Rollstuhl angewiesen. Aus gesundheitlichen Gründen konnte sich Metag nicht mehr bei der 2011 begonnenen Wiederbelebung des Jazzfestivals in Peitz mitwirken. Metag hinterlässt seine Lebensgefährtin Silvia Hagen, mit der er seit 1986 zusammen gelebt hatte.